# Austrolimnophila eucharis
Austrolimnophila eucharis är en tvåvingeart som beskrevs av Alexander 1962. Austrolimnophila eucharis ingår i släktet Austrolimnophila och familjen småharkrankar. Inga underarter finns listade i Catalogue of Life.